# Veľké Raškovce
Veľké Raškovce é um município da Eslováquia, situado no distrito de Michalovce, na região de Košice. Tem 12 km² de área e sua população em 2018 foi estimada em 295 habitantes.

## Demografia
| Ano:        | 1994 | 2004    | 2014    | 2024   |
| ----------- | ---- | ------- | ------- | ------ |
| Broj ljudi: | 316  | 350     | 311     | 305    |
| Razlika:    |      | +10,75% | -11,14% | -1,92% |

| Ano:               | 2023 | 2024   |
| ------------------ | ---- | ------ |
| Número de pessoas: | 298  | 305    |
| Diferença:         |      | +2,34% |